# Dominic Sherwood
Dominic Sherwood (Tunbridge Wells, Kent, 1990. február 6. –) angol színész, modell.

## Élete és Pályafutása
Az Oakwood Park gimnáziumba járt. Az iskola elvégzése után külföldre ment dolgozni, hat hónapig dolgozott Kenyában, majd Londonba ment.
2010-ben kapta meg első szerepét, mint Jack Simmons a The Cut című sorozatban.
2011-ben vendégszerepet kapott a Sadie J-ben.

## Szerepei
| Év        | Cím                                   | Szerep                 | Megjegyzés            |
| --------- | ------------------------------------- | ---------------------- | --------------------- |
| 2017      | Don't Sleep                           | Zach Bradford          |                       |
| 2016-2018 | Shadowhunters: The Mortal Instruments | Jace Wayland/Herondale | TV sorozat            |
| 2016      | Modern család                         | James                  | TV sorozat, 1 epizód  |
| 2016      | Billionaire Ransom                    | James Herrick          |                       |
| 2014      | Vámpírakadémia                        | Christian Ozera        |                       |
| 2013      | Mayday                                | Louis                  | minisorozat, 1 epizód |
| 2012      | Not Fade Away                         | Mick                   |                       |
| 2011      | Sadie J                               | Tom                    | TV sorozat, 1 epizód  |
| 2010      | The Cut                               | Jack Simmons/Jack      | TV sorozat, 11 epizód |